# Hangonsaari (ö i Mellersta Finland)
Hangonsaari är en ö i Finland. Den ligger i sjön Kynsivesi och Leivonvesi och i kommunen Hankasalmi i den ekonomiska regionen  Jyväskylä  och landskapet Mellersta Finland, i den centrala delen av landet, 260 km norr om huvudstaden Helsingfors. Öns area är omkring 830 kvadratmeter och dess största längd är 60 meter i nord-sydlig riktning.